# Karnes City, Texas
Karnes City là một thành phố thuộc quận Karnes, tiểu bang Texas, Hoa Kỳ. Năm 2010, dân số của xã này là 3042 người.

## Dân số
- Dân số năm 2000: 3457 người.
- Dân số năm 2010: 3042 người.